# Stina Fagerskog
Stina Britta Fagerskog, även Källgren, född Nilsson 5 oktober 1858 i Norra Råda socken, död 28 december 1941 i Göteborg, var en svensk kvinnosakskvinna och pionjär inom sjukkasserörelsen under tidigt 1900-tal. Hon var också en betydelsefull representant för arbetarklassens kvinnorörelse och förespråkare för kvinnors ekonomiska trygghet, hälsa och rättigheter.

## Biografi
Stina Fagerskog växte upp i en arbetarfamilj i Norra Råda församling i Värmland. Hon var äldsta barnet i en syskonskara på åtta barn. Som 19-åring började hon arbeta som piga på Risbergs säteri och därefter på Hagfors järnbruk. År 1881 flyttade hon till Göteborg och enligt husförhörslängderna fortsatte hon som piga fram till giftermålet med poliskonstapel Frans Richard Källgren i oktober 1888. Han dog redan i maj 1891 och därefter började Stina Fagerskog att försörja sig som sömmerska. Som många andra inflyttade i arbetarklassen bytte hon under några år ofta adress. I juli 1899 gifte hon om sig med Axel Herman Fagerskog. Hon fortsatte dock arbeta som sömmerska även efter giftermålet.
I början av år 1898 tog Stina Fagerskog tillsammans med Berta Vilhelmsson initiativ till en sjukkassa för kvinnliga sömmerskor i Göteborg, Sömmerskornas sjuk- och begravningskassa (SSBK). Motivet var att denna yrkesgrupp var extra utsatt för både ohälsa och ekonomiska trångmål. Stina Fagerskog blev kassans första ordförande och hon stannade kvar på posten i 33 år. I början var kassan liten och under första året anslöt sig 21 sömmerskor. Därefter tog dock Stina Fagerskog i egenskap av ordförande föreningen från en marginaliserad kvinnosjukkassa till en med åren mycket välbeställd förening, som i början av 1930-talet hade vuxit till en av Göteborgs största sjukkassor.
Under Stina Fagerskogs ordförandeskap hölls sjukkassans expedition i hennes bostad och hon lade ner stort engagemang och mycket tid på arbetet. Under sitt arbete för SSBK utvecklade hon en stor politisk medvetenhet. Hon engagerade sig intensivt i sjukkasserörelsen och gick tidigt in som medlem i styrelsen för Göteborgs stads centralsjukkassa (Fortsättningskassan Central). Som representant för SSBK deltog hon också årligen i sjukkasserörelsens kongresser och kurser. Den nyvunna kunskapen förmedlades sedan vidare till sjukkassans medlemmar med föredrag på de månatliga medlemsmötena. Stina Fagerskog blev också engagerad i rösträttsrörelsen och valdes år 1902 in i styrelsen för Föreningen för kvinnans politiska rösträtt i Göteborg.
Som första sjukkassa införde SSBK år 1908 en moderskapsförsäkring som gav gifta kvinnor möjlighet till 14 dagars sjukersättning efter barnsäng. Införandet var dels en åtgärd för att få gifta kvinnor att stanna kvar som medlemmar, dels en politisk fråga av vikt för arbetarklassens kvinnor. Detta var en hjärtefråga för Stina Fagerskog och hon tog vid sjukkassekonferenser initiativet till att lyfta upp frågan om moderskapsförsäkring på den politiska dagordningen.
Stina Fagerskog dog i december 1941 och är gravsatt på Östra kyrkogården i Göteborg.